# Dewi Malia Prawiradilaga
Dewi Malia Prawiradilaga (* 3. Januar 1955 in Bogor, Westjava) ist eine indonesische Ornithologin. 

## Leben
Prawiradilaga beendete 1967 die Staatliche Grundschule und machte 1973 ihren Abschluss an der Staatlichen Mittelschule in Bogor. 1978 erlangte sie den Bachelorabschluss in Zoologie am Institut Pertanian Bogor. 1979 trat sie dem Indonesischen Institut der Wissenschaften (Lembaga Ilmu Pengetahuan Indonesia, LIPI) bei, wo sie Leiterin des Bereichs Zoologie des Biologischen Forschungszentrums wurde. 1987 graduierte Prawiradilaga zum Master of Science in den Agrarwissenschaften an der University of New England in Armidale, Australien. 1997 wurde sie mit der Dissertation Foraging ecology of pied currawongs Strepera graculina in recently colonised areas of their range unter der Leitung von Andrew Cockburn an der Australian National University zum Ph.D. in Ökologie promoviert. 2020 wurde sie pensioniert.
Prawiradilaga ist oder war Mitglied von zahlreichen indonesischen und internationalen Organisationen, darunter Perhimpunan Biologi Indonesia (PBI, Indonesische Biologische Gesellschaft), Masyarakat Zoologi Indonesia (MZI, Indonesische Zoologische Gesellschaft), Royal Australian Ornithologists Union (RAOU), Australian Society for Study of Animal Behaviour (ASSAB), Indonesian Ornithological Society (IOS), Canberra Ornithologists Group (COG), World Working Group on Birds of Prey and Owls, Asian Raptor
Research and Conservation Network (ARRCN) und Indonesian Ornithologists Union (IdOU). Seit 2006 ist sie indonesische Repräsentantin beim International Ornithological Congress (IOC).
Prawiradilaga war an den Erstbeschreibungen zum Sulawesischnäpper (Musicapa sodhii), zum Rotilaubsänger (Phylloscopus rotiensis), zum Taliabulaubsänger (Phylloscopus emilsalimi), zum Pelengfächerschwanz (Rhipidura habibiei), zum Carolahonigfresser (Melipotes carolae), zum Taliabuschwirl (Locustella portenta), zum Rotihonigfresser (Myzomela irianawidodoae) und zur Timornachtschwalbe (Caprimulgus ritae) beteiligt. Daneben wirkte sie an Studien über die Erforschung und Erhaltung des vom Aussterben bedrohten Floreshaubenadlers (Nisaetus floris) mit.
Prawiradilaga war als Co-Autorin an den Schriften A Field Guide To The Waterbirds of Asia (1993), Proceedings of the Second International Conference on Eastern Indonesian-Australian Vertebrate Fauna, Lombok, December 10-13, 1996 (1998) und A Photographic guide to the birds of Javan montane forest: Gunung Halimun National Park (2006) beteiligt.

## Dedikationsnamen
2020 benannten Mohammad Irham und seine Kollegen den Alorhonigfresser (Myzomela prawiradilagae) zu Ehren von Dewi Malia Prawiradilaga.